# Takis Biniaris
Takis Biniaris (griechisch Τάκης Μπινιάρης, * 1955 in Athen) ist ein griechischer Sänger und Komponist.

## Leben und Wirken
Als Gewinner des griechischen Vorentscheids vertrat er sein Land beim Eurovision Song Contest 1985 in Göteborg mit der selbstkomponierten Pop-Ballade Miazoume und erreichte dort den 16. Platz.
Im Jahr 1991 nahm er erneut an der Vorauswahl teil, konnte aber keinen Sieg davontragen.